# Кабанете (Алесандрија)
Кабанете је насеље у Италији у округу Алесандрија, региону Пијемонт.
Према процени из 2011. у насељу је живело 684 становника. Насеље се налази на надморској висини од 98 м.